# Lülley Emmánuel
Lülley Emmánuel (angolul: Emmanuel Lülley; becenév: Manó; névvariáns: Emánuel) (Baja, Magyar Királyság, 1807 – Washington, USA, 1895. október) magyar-amerikai felderítő ügynök, aki a magyar honvédkormány, majd az észak-amerikai kormány számára végzett kémtevékenységet.

## Életútja
Az 1848–49-es forradalom és szabadságharc honvédkormányának belügyminisztériumához került és kémszolgálatokat teljesített a kormány és a honvédhadsereg részére. Feleségével Laski Ceciliával és öt gyermekükkel együtt 1848. február 29-én tért át és kikeresztelkedett. A szabadságharc bukása után török földre menekültek a többi emigránssal együtt. A „Missisipi” nevű amerikai hajón érkezett meg New Yorkba feleségével és öt gyermekével együtt több jeles szabadságharcos emigránssal, köztük Asbóth Sándor, Grechenek György, Németh József, Waagner Gusztáv, Perczel Miklós, Kovács István. (Közülük Grechenek György, fiatalon, 37 éves korában, életét adta az Amerikai Egyesült Államok egységéért.)
Az 1850-es években Lülley nehezen tudta eltartani népes családját. Az emigránsokat sújtó nehézségeken túl Lülley zsidó származása miatt is hátrányban volt, a zsidókkal kapcsolatos előítéletek Amerikában is jelen voltak. Lülley bútorkereskedéssel kísérletezett, megoldást az amerikai polgárháború hozott számára, belépett a partvédő szolgálathoz. Majd őrnagyként kémszolgálatot teljesített az unionisták oldalán, az igazságügyi minisztérium ügynökeként. Ambrose Burnside (1824-1881) tábornok igazolta hasznos tevékenységét. A polgárháború befejezése után az amerikai igazságügy-minisztérium „secret service” osztályán alkalmazták, innen vonult nyugdíjba. 88 éves korában, 1895 októberében halt meg baleset következtében az ágyában pipázott és egy kihulló zsarátnok meggyújtotta az ágyneműt, vele lakó fia azonnal kórházba vitette, de olyan súlyos égési sérüléseket szenvedett, hogy már másnap meghalt.

## Magánélete
Nős ember volt, összesen kilenc gyermeke volt, négyen közülük már Amerikában születtek. Lülley Károly nevű fia részt vett az amerikai polgárháborúban. Mark nevű fia 1875-ben Arizonába ment és sikeres bányavállalkozásokat nyitott. Mózes és Lajos nevű testvéreivel kaszinót is nyitottak, akik tehetős vállalkozók voltak.